# Argostemma attenuatum
Argostemma attenuatum är en måreväxtart som beskrevs av Theodoric Valeton. Argostemma attenuatum ingår i släktet Argostemma och familjen måreväxter. Inga underarter finns listade i Catalogue of Life.